# Evgenij Borisovič Kuznecov
Evgenij Borisovič Kuznecov (in russo Евгений Борисович Кузнецов?; Jaroslavl', 30 agosto 1961) è un ex calciatore sovietico, dal 1992 russo.

## Carriera

### Club
Ha giocato 14 partite in Coppa UEFA (13 delle quali con lo Spartak Mosca ed una con il Lokomotiv Mosca) e 3 in Coppa delle Coppe (con lo Spartak nella stagione 1988-1989).

### Nazionale
Ha fatto parte della nazionale olimpica sovietica, con cui ha vinto una medaglia d'oro alle Olimpiadi di Seoul nel 1988, nelle quali ha giocato 5 partite senza mai segnare. Complessivamente con tale selezione ha disputato 14 partite, segnando due reti.

## Palmarès

### Giocatore

#### Club

##### Competizioni nazionali
- Campionato sovietico: 2

Spartak Mosca: 1987, 1989
- Coppa delle Federazioni sovietiche: 1

Spartak Mosca: 1987
- Coppa di Svezia: 1

IFK Norrköping: 1991

#### Nazionale
- Oro olimpico: 1

Seul 1988

### Allenatore
- Superettan: 1

Öster: 2002